# (25417) Coquillette
(25417) Coquillette est un astéroïde de la ceinture principale.

## Description
(25417) Coquillette est un astéroïde de la ceinture principale. Il fut découvert par l'équipe du programme Near-Earth Asteroid Research du laboratoire Lincoln le 4 novembre 1999 à Socorro. Il présente une orbite caractérisée par un demi-grand axe de 2,24 UA, une excentricité de 0,071 et une inclinaison de 5,16° par rapport à l'écliptique.
Il fut nommé en l'honneur d'Elizabeth Charlotte Coquillette, lauréate d'un concours.

## Compléments